# Catechismus van Genève
De Catechismus van Genève is van de hand van Johannes Calvijn, verscheen in 1541 en onderging twee belangrijke herzieningen (1545 en 1560). De catechismus is bedoeld voor de jeugd van Genève, maar kreeg al spoedig de status van verbindend belijdenisgeschrift. Een tijdlang moest iedereen die predikant wenste te worden in Genève instemmen met deze catechismus.
Eerder schreef Calvijn al een catechismus in Genève, maar die bestond niet uit het model van vraag en antwoord. De catechismus die Calvijn in zijn tweede periode te Genève schreef, bestaat wel uit vragen en antwoorden, deze vorm heeft Calvijn overgenomen van zijn collega Martin Bucer. Martin Bucer leerde Calvijn kennen in Straatsburg, nadat hij in 1538 uit Genève verbannen was. 
De vragen en antwoorden zijn georganiseerd rond vier belangrijke geloofsthema's: Geloof, Wet, Gebed en Sacramenten. De Catechismus van Genève is met 373 vragen en antwoorden erg uitgebreid en wordt naast catechismus voor de jeugd ook als belijdenisgeschrift gebruikt. Calvijn verplicht de bewoners van Genève hun kinderen op zondagmiddag naar de leerdienst te komen. Hier volgt men catechetisch onderwijs, dat moet uitlopen op de belijdenis van het geloof en toelating tot het Heilig Avondmaal.
De inhoud en structuur van de catechismus is als volgt: 
- Geloof (uitleg van de apostolische geloofsbelijdenis)
- Wet (als leefregel der dankbaarheid)
- Gebed (uitleg van het Onze Vader)
- Sacramenten (uitleg van de doop en het avondmaal)

De Synode van Emden keurde het gebruik van de Heidelbergse Catechismus in Nederlandstalige gemeenten goed en de Catechismus van Genève in Franstalige kerken (in Nederland). De Catechismus van Genève heeft een plaats in de kerkorde van de Protestantse Kerk in Nederland gekregen omdat hij vanouds door de Waalse kerk in Nederland wordt gebruikt.